# Cryptographis columbiana
Cryptographis columbiana là một loài bướm đêm trong họ Crambidae.